# Rahowardiana wardiana
Rahowardiana es un género monotípico de plantas con flores de la subfamilia Solanoideae, en la familia de las solanáceas (Solanaceae). Su única especie, Rahowardiana wardiana, es originaria de Panamá.

## Descripción
Rahowardiana wardiana es un arbusto, epífita o semi-epífita, que alcanza un tamaño de 2 m de altura. Las hojas son enteras y coriáceas con alrededor de 15 centímetros de largo, obovadas, estrechándose en la punta, la base es truncada. La superficie de la hoja sin pelos, y a cada lado destacados los nervios, tiene cuatro o cinco nervios secundarios.  Las hojas son alternas y son de tres a cuatro hojas espirales. La inflorescencias son densas, esféricas dispuestas en panículas con un diámetro de 7 a 15 mm. Los tallos delgados son de 8 a 15 mm de largo, de manera visible con manchas. 

## Taxonomía
Rahowardiana wardiana fue descrita por William Gerald D'Arcy y publicado en Annals of the Missouri Botanical Garden 60(3): 671, f. 16, en el año 1973 [1974].
Sinonimia
- Juanulloa wardiana (D'Arcy) S.Knapp[2]